# Dorothea Maria Graff

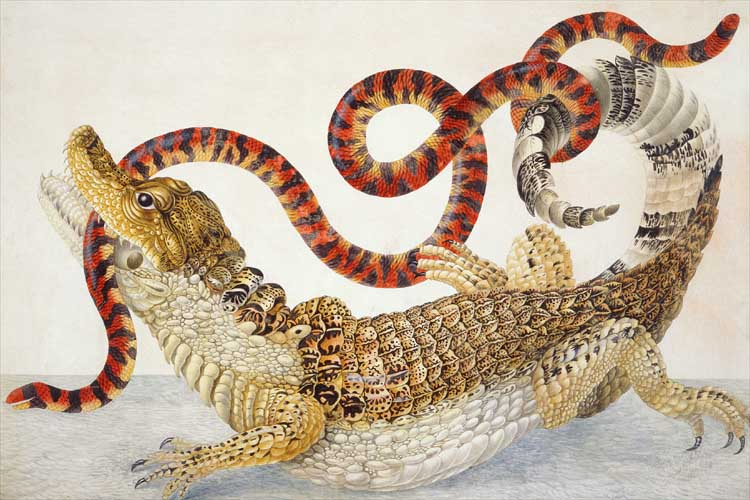
Przedstawienie kajmana okularowego i cylindrowca koralowego, przypisywane Dorothei Marii Graff, ok. 1705–1707

Dorothea Maria Graff także Dorothea Maria Merian (ur. 2 lutego 1678 w Norymberdze, zm. 5 maja 1743 w Petersburgu) – niemiecko-holenderska malarka i ilustratorka specjalizująca się w rysunkach roślin i owadów, nauczycielka rysunku w petersburskiej Akademii Nauk i Sztuk Pięknych, kustosz zbiorów przyrodniczych Kunstkammer cara Piotra Wielkiego.

## Życiorys
Dorothea Maria Graff urodziła się 2 lutego 1678 roku w Norymberdze . Była młodszą córką Johanna Andreasa Graffa (1637–1701), malarza, rysownika i grawera oraz Marii Sibylli Merian (1647–1717), malarki i przyrodniczki . W 1681 roku wraz z matką i siostrą – Johanną przeniosła się do Frankfurtu . W 1685 roku Merian wraz z córkami i swoją matką udała się do komuny labadystów w Wiuwert . W 1691 roku Merian wraz z córkami zamieszkała w Amsterdamie .
W 1699 roku Dorothea wyjechała z matką do Surinamu, by prowadzić badania nad tropikalnymi roślinami i owadami . Rysunku i prowadzania badań etymologicznych nauczyła się najprawdopodobniej od matki . W 1701 roku powróciła z matką do Amsterdamu, gdzie poślubiła chirurga Philipa Hendriksa . Para miała jedno dziecko, które zmarło młodo . Po śmierci męża w 1711 roku Dorothea zaczęła używać nazwiska matki Merian . W latach 1714–1717 opiekowała się matką, która wskutek udaru mózgu została częściowo sparaliżowana .
W 1715 roku Dorothea wyszła ponownie za mąż za szwajcarskiego malarza Georga Gsella (1673–1740) . Po śmierci matki w 1717 roku opublikowała trzeci tom jej dzieła Der rupsen begin, voedsel en wonderbaare verandering, waarin de oorsprong, spijs en gestaltenverwisseling, als ook de tijd, plaats en eigenschappen der rupsen, wormen, kapellen, uiltjes, vliegen en andere diergelijke bloedelooze beesjes vertoont worden .
W październiku 1717 roku Dorothea z mężem wyjechała do Petersburga na zaproszenie cara Piotra Wielkiego, który zapoznał się z dziełem Merian podczas pobytu w Amsterdamie w latach 1716–1717  i zakupił 254 prace Merian . Gsell doradzał carowi przy zakupach dzieł sztuki oraz innych obiektów do jego kolekcji.
Przed wyjazdem Dorothea sprzedała wszystkie rysunki, zapiski i teksty swojej matki wydawcy w Amsterdamie . W Petersburgu Gsell został nadwornym malarzem, a Dorothea zajęła się sprowadzaniem holenderskich eksponatów dla kolekcji cara . Pracowała również razem z Johannem Danielem Schumacherem (1690–1761) w carskiej bibliotece . W 1732 roku powierzono jej dokumentację zbiorów przyrodniczych Kunstkammer . Dla carskiego gabinetu osobliwości malowała kwiaty i ptaki . Po śmierci cara zaczęła nauczać rysunku w Akademii Nauk i Sztuk Pięknych i została kustoszem zbiorów przyrodniczych Kunstkammer .
Z drugiego małżeństwa Dorothei narodziło się trzech synów i jedna córka  – Salomea Abigail (1723–1793), która w 1776 roku wyszła za mąż za szwajcarskiego matematyka Leonharda Eulera (1707–1783) .
Dorothea zmarła 5 maja 1743 roku w Petersburgu .